# Piek (chromatogram)

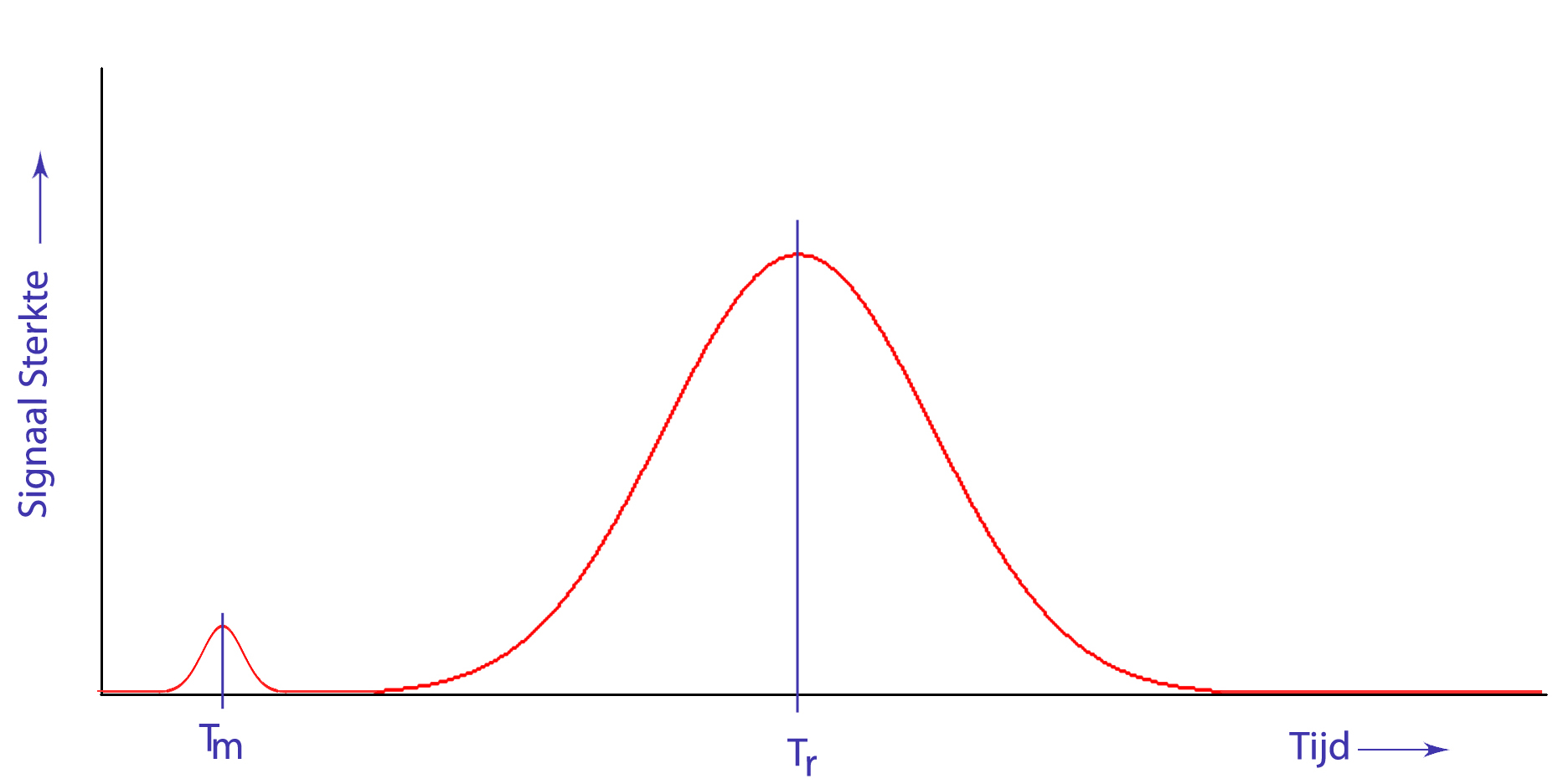
Model van een chromatogram met een injectiepiek (links) en een piek van een analyt (rechts). T_{m} is de dode tijd en T_{r} is de retentietijd

Pieken worden verkregen bij wanneer er bij een chromatografische techniek een chromatogram wordt gemaakt. Op een chromatogram wordt de intensiteit van het signaal van de detector uitgezet tegen de tijd. Wanneer de intensiteit van het signaal tijdelijk verhoogd wordt doordat een bepaalde stof de detector passeert, ontstaat op het chromatogram een piek.

## Piekanalyse
Bij analytische chemie worden vaak analyses gemaakt van chromatogrammen van bijvoorbeeld gaschromatografie of van hogedrukvloeistofchromatografie. De pieken geven allerlei informatie weer zoals de retentietijd en de hoeveelheid geïnjecteerde stof. De tijdstippen wanneer de pieken tevoorschijn komen kunnen gebruikt worden voor het berekenen van de capaciteitsfactor. Met behulp van de pieken kunnen de resolutiewaarden bepaald worden en zo het scheidend vermogen van een scheidingstechniek. De pieken kunnen ook gebruikt worden om de invloed van verschillende parameters te beschrijven. De oppervlakte onder de piek is een maat voor de hoeveelheid van een bepaald analyt.

## Piekvorm

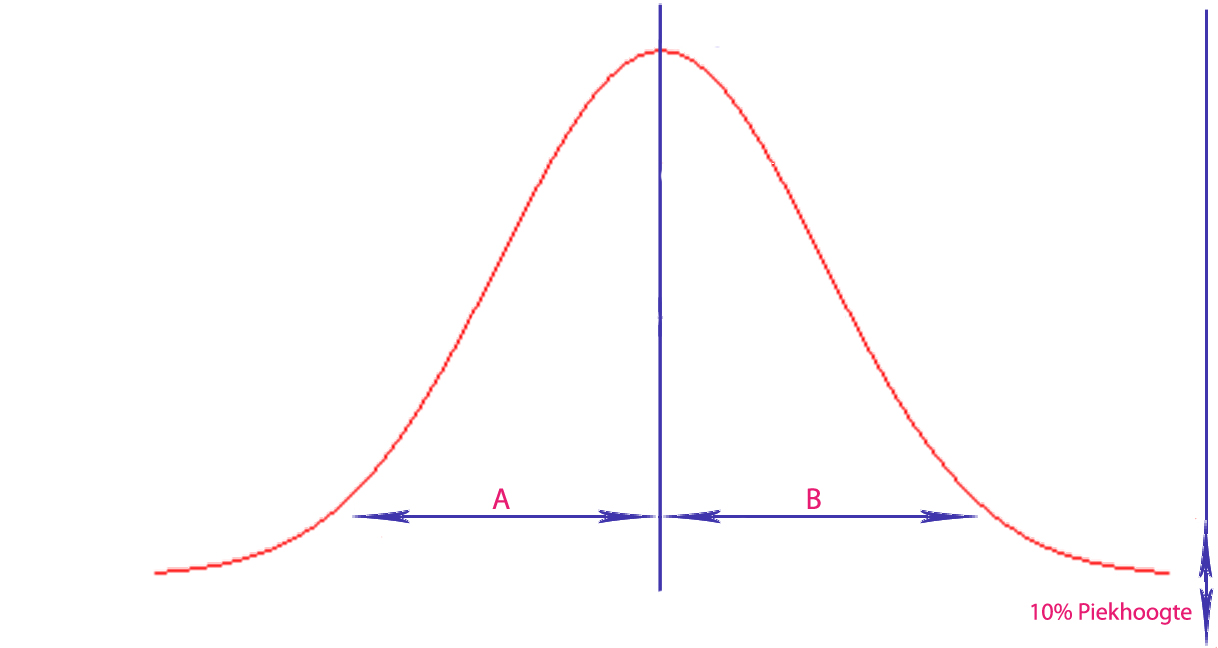
De deling van B door A geeft de asymmetriefactor. A en B kunnen gemeten worden op 10% van de piekhoogte

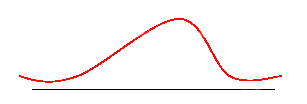
Fronting

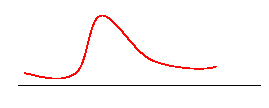
Tailing

Een ideale piek heeft de vorm van een gausscurve. Voor de analyse van deze pieken worden de kenmerkende eigenschappen gebruikt van een normale verdeling. Het gemiddelde (µ) is in dit geval de retentietijd. Verder kan de piekbreedte op verschillende hoogtes gebruikt worden om het schotelgetal en de resolutie uit te rekenen.

### Asymmetrische pieken
In de praktijk is de vorm van een piek meestal niet ideaal. Vaak komen vervormde pieken voor. Fronting en tailing zijn daarbij veel voorkomende verschijnselen. Fronting is vaak het gevolg van overladen monster. Als dat het geval is is fronting te voorkomen door minder monster op te brengen of door een kolom met een grotere interne diameter nemen. Tailende pieken hebben een piekverbreding aan het eind en zijn vaak het gevolg van een te sterke binding in het scheidingsapparaat. Om tailing te voorkomen kan men de adsorptie proberen te verminderen.
Een maat voor deze asymmetrie wordt weergegeven met de zogenaamde asymmetriefactor.
De asymmetriefactor wordt berekend met de volgende formule:
{\displaystyle asymmetriefactor={\frac {B}{A}}}
Hierbij is A de breedte van het oplopende gedeelte van de piek, en B de breedte van het aflopende gedeelte van de piek, gemeten op 10% van de hoogte.
Tevens kan de tailing factor bepaald worden op dezelfde manier, maar dan op 5% piekhoogte in plaats van 10%.
Als de asymmetriefactor niet tussen de 0,9 en 1,2 ligt worden de piekresultaten als onbetrouwbaar beschouwd.